# 中国人民解放军粤中纵队
中国人民解放军粤中纵队，是解放战争后期中国共产党在粤中地区组建的一支武装部队。粤中地区是指当时的阳江、阳春、恩平、开平、新兴、台山、赤溪、新会、鹤山、高明、罗定、云浮、郁南、高要南部等14个县，面积27 000平方公里，人口约468万。

## 历史
1945年1月成立的中共领导的粤中人民抗日武装—广东人民抗日解放军，至1945年8月抗战胜利已经发展到1400多人，编为7个团、1个独立营。1946年6月底，广东人民抗日解放军的团以上干部大都随东江纵队北撤山东解放区，留下140多名骨干分散隐蔽坚持自卫斗争，其余人员全部复员。
1949年6月28日，中共中央通知华南分局，7月8日华南分局通知粤中分委：中共中央批准成立中共粤中临时区党委和中国人民解放军粤中纵队：
- 区党委书记冯燊
- 常委冯燊、吴有恒、欧初、谢创

1949年8月1日在高明县合水圩召开军民庆祝大会，正式公布粤中纵队成立：
- 司令员吴有恒
- 政委冯燊
- 副司令员兼参谋长欧初
- 副政委兼政治部主任谢创
- 二支队司令员兼政委郑锦波，副司令员杨子江，政治部主任吴枫；
- 四支队司令员李镇靖，政委唐章，政治部主任谭丕桓，副主任周钊；
- 六支队司令员吴桐，政委周天行，副政委梁文华，政治部主任杨德元；
- 滨海总队总队长林兴华，政委谢永宽，副政委黄文康，政治部主任罗明；
- 独立第一团团长兼政委黄东明；
- 新会独立团，后来成立。团长兼政委吴枫。

1949年底粤中解放时，部队发展到16000多人，牺牲近700人，陈赓大军进入粤中前，纵队作战360多次，毙伤俘近3000人，缴获六○迫击炮2门、轻重机枪118挺，长短枪2390余支及大批弹药和军用物资，解放了部分城镇和农村。 

## 纪念
2004年3月在粤中纵队诞生地高明区更合镇合水圩动工建设粤中纵队纪念馆，2005年11月建成。粤中纵队副司令兼参谋长欧初为纪念馆题写了馆名。建筑面积1100平方米。